# Valérien Ismaël
Valérien Ismaël, född 28 september 1975 i Strasbourg, är en fransk före detta fotbollsspelare och senare tränare. 
Ismaël fick inte chansen i Frankrikes fotbollslandslag och erbjöd därför sig att istället spela för Tysklands fotbollslandslag. Det tyska förbundet tackade dock nej till erbjudandet.

## Tränarkarriär
Den 24 juni 2021 blev Ismaël anställd som ny huvudtränare i West Bromwich Albion. Den 2 februari 2022 lämnade han klubben.
Den 25 mars 2022 anställdes Ismaël som ny huvudtränare i turkiska Beşiktaş. Den 26 oktober 2022 meddelade Beşiktaş att han blivit avskedad.
Den 10 maj 2023 blev Ismaël utsedd till ny huvudtränare i EFL Championship-klubben Watford. Den 9 mars 2024 blev han avskedad.

## Meriter
- Fransk ligacupmästare 1997, 1999
- Coupe de France-mästare 2001
- Bundesliga-mästare 2004, 2006
- Tysk cupmästare 2004, 2005, 2006
- Tysk ligacupmästare 2007